# حارة حجيف (التواهي)
حارة حجيف هي إحدى حارات حي الروضة الواقع بمديرية التواهي التابعة لمحافظة عدن، بلغ تعداد سكانها 252 نسمة حسب تعداد اليمن لعام 2004.